# براندون ورا
براندون ورا (انگلیسی: Brandon Vera؛ زادهٔ ۱۰ اکتبر ۱۹۷۷) ورزشکار هنرهای رزمی ترکیبی و پرسنل نظامی اهل ایالات متحده آمریکا است. وی از سال ۲۰۰۲ میلادی تاکنون مشغول فعالیت بوده‌است.